# Atlantic Rugby Premiership 2014-2015
Navigation
A.R.P. 2015-2016
L'American Rugby Premiership 2014-2015 ou A.R.P. 2014-2015 est la 1re édition de la compétition qui se déroule du 13 septembre 2014 au 9 mai 2015. Elle oppose les cinq meilleures équipes de la côte Est et du Sud des États-Unis.

## Format
Le tournoi se dispute en matchs aller-retour. Le vainqueur doit rencontrer le 30 mai de la même année le champion de la Pacific Rugby Premiership, alors que le 2e affronte le vainqueur de la Conference Mid-Atlantic pour le compte de la Men's D1 Championship.

## Liste des équipes en compétition
La compétition oppose pour la saison 2014-2015 les cinq équipes suivantes :
| Club                    | Fondé | Stade                  | Ville    |
| ----------------------- | ----- | ---------------------- | -------- |
| Boston R.C.             | 1960  | Franklin Park          | Boston   |
| Boston Irish Wolfhounds | 1989  | Irish Cultural Centre  | Canton   |
| N.Y.A.C.                | 1973  | Travers Island         | New York |
| Old Blue RFC            | 1963  | Baker Athletic Complex | New York |
| Life                    | 1986  | LU Sports Complex      | Marietta |

## Phase régulière

### Classement
| Rang | Club                    | J | V | N | D | Bo | Bd | Pm  | Pe  | Diff | Pts |
| ---- | ----------------------- | - | - | - | - | -- | -- | --- | --- | ---- | --- |
| 1    | Life Running Eagles     | 8 | 8 | 0 | 0 | 7  | 0  | 337 | 105 | +232 | 39  |
| 2    | New York Athletic Club  | 8 | 6 | 0 | 2 | 6  | 1  | 278 | 162 | +116 | 31  |
| 3    | Old Blue RFC            | 8 | 3 | 0 | 5 | 3  | 2  | 219 | 232 | -13  | 17  |
| 4    | Boston Irish Wolfhounds | 8 | 1 | 1 | 6 | 2  | 0  | 156 | 352 | -196 | 8   |
| 5    | Boston R.C.             | 8 | 1 | 1 | 6 | 0  | 0  | 91  | 230 | -139 | 6   |

|  | Vainqueur (no 1).                                        |
|  | Qualifié pour le Men's D1 Club Championship 2015 (no 2). |

Attribution des points : victoire sur tapis vert : 5, victoire : 4, match nul : 2, défaite : 0, forfait : -2 ; plus les bonus (offensif : 4 essais marqués ; défensif : défaite par 7 points d'écart maximum).

#### Résultats
L'équipe qui reçoit est indiquée dans la colonne de gauche.
| Clubs                   | WOLF  | LIF   | NYA   | ONY   | BOS   |
| ----------------------- | ----- | ----- | ----- | ----- | ----- |
| Boston Irish Wolfhounds |       | 13-39 | 21-58 | 16-39 | 22-22 |
| Life                    | 69-13 |       | 26-7  | 61-6  | 38-7  |
| New York Athletic Club  | 71-12 | 29-32 |       | 34-25 | 30-12 |
| Old Blue RFC            | 54-28 | 20-30 | 28-29 | 31-13 | 16-21 |
| Boston                  | 0-31  | 10-42 | 6-20  | 13-31 |       |

|  | Victoire à domicile |  | Match nul |  | Défaite à domicile |

## Vainqueur

### Effectif deLifepour le Championnat
Entraîneurs :
- Blake Bradford et Tui Osborne

Joueurs :             
- Demecus Beach
- Gerson Blaise
- Nick Butterworth
- Colton Cariaga
- Lance Cavanaugh
- Oswaldo Colon
- Shaun Davies
- Jason Davila
- Cornelius Dirksen
- Cathal Doyle
- Dylan Fawsitt
- David Gannon
- Kris Headlee
- Tom Katzfey
- AJ MacGinty
- Andrew McNeil
- Jon Nowakowski
- Kyle Stroman
- Phil Thiel
- TJ Van Petten
- Zach Walker
- Schuyler Whelan
- Clint Whittler